# Kroyeria spatulata
Kroyeria spatulata is een eenoogkreeftjessoort uit de familie van de Kroyeriidae. De wetenschappelijke naam van de soort is voor het eerst geldig gepubliceerd in 1948 door Pearse.